# Poecilandra
Poecilandra är ett släkte av tvåhjärtbladiga växter. Poecilandra ingår i familjen Ochnaceae.
Kladogram enligt Catalogue of Life:
| Poecilandra | \| \| Poecilandra pumila \| \| \| \| \| \| Poecilandra retusa \| \| \| \| |
|             | \| \| Poecilandra pumila \| \| \| \| \| \| Poecilandra retusa \| \| \| \| |
|             | Poecilandra pumila                                                        |
|             |                                                                           |
|             | Poecilandra retusa                                                        |
|             |                                                                           |